# Гиперкары Ле-Мана

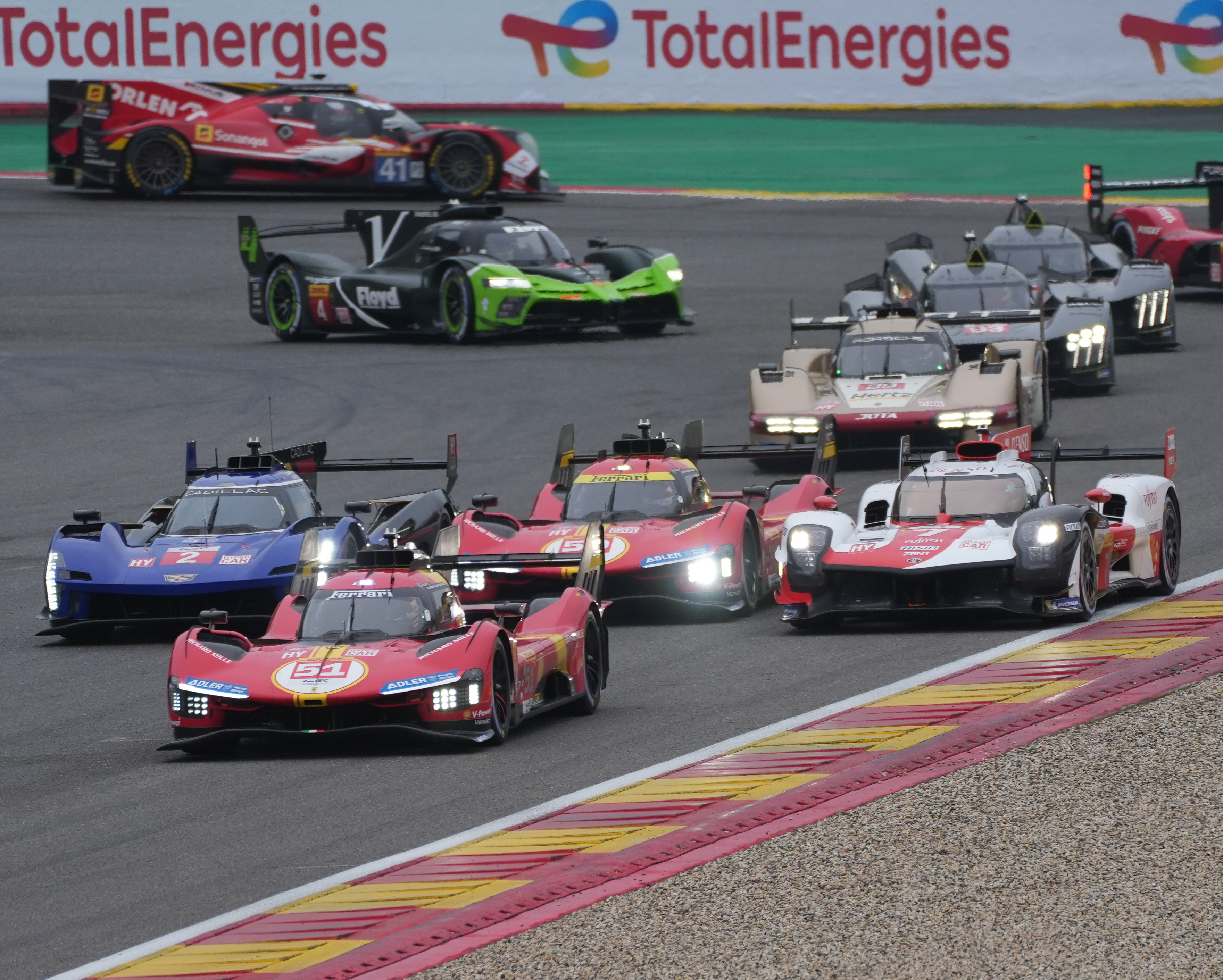
Гиперкары на старте этапа чемпионата мира «6 часов Спа» 2023 года

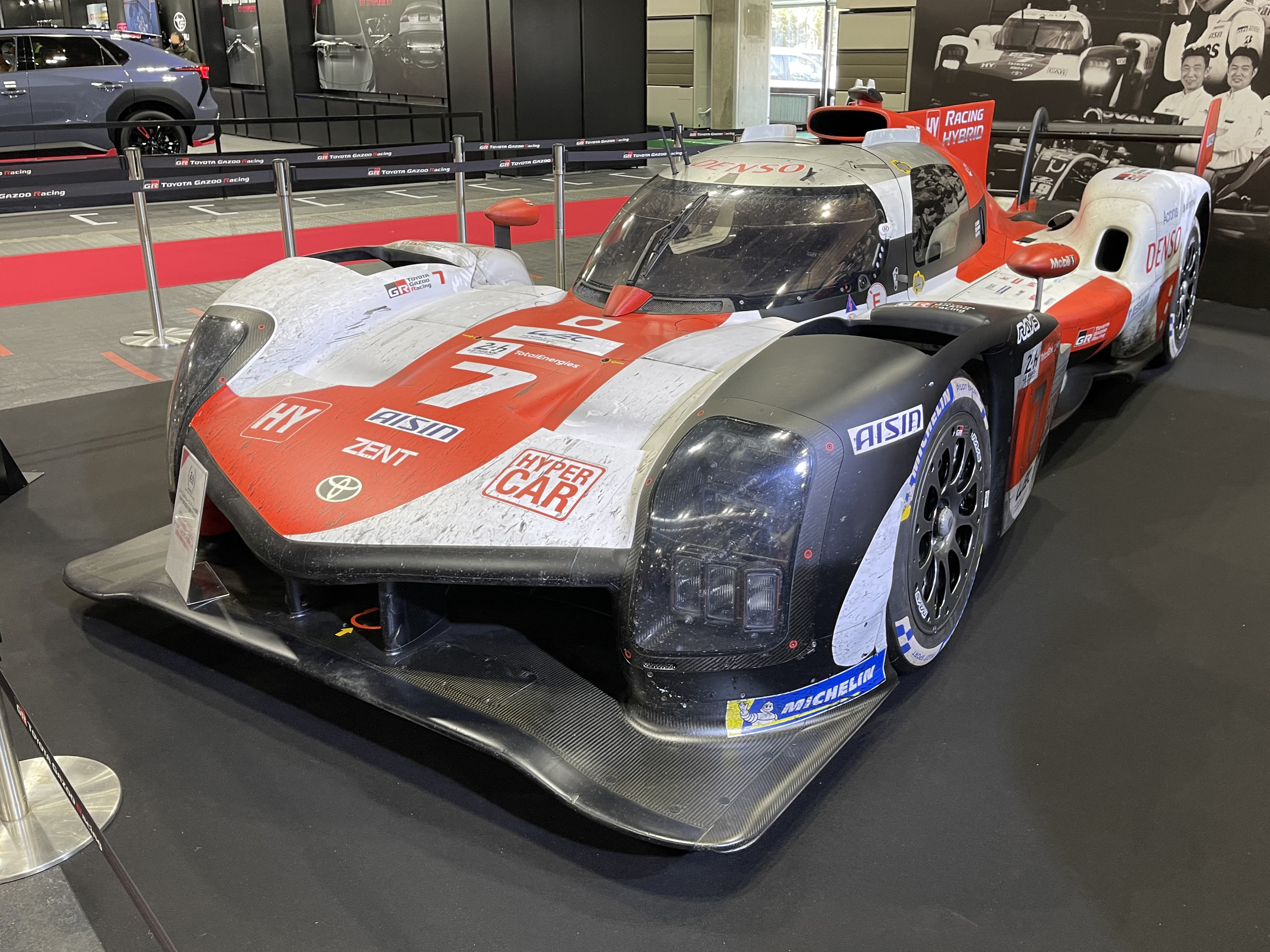
Гиперкар Toyota GR010

Гиперка́ры Ле-Ма́на (англ. Le Mans Hypercars, LMH) — утверждённый Международной автомобильной федерацией класс гоночных автомобилей, высший класс (наряду с классом LMDh) чемпионата мира по автогонкам на выносливость и, в частности, гонки «24 часа Ле-Мана», действующий с 2021 года. В этом качестве гиперкары Ле-Мана сменили LMP1, высший класс прототипов Ле-Мана. Фактически является классом спортпрототипов, но не использует этот термин в названии, в отличие от более ранних классов LMP. Класс разработан Западным автомобильным клубом совместно с ФИА.

## История
Появление новой категории связано с кризисом высшей категории спортпрототипов, LMP1, после ухода из неё практически всех заводских команд (Audi, Porsche, Nissan) в 2015—2016 годах из-за скандала вокруг Volskwagen и роста цен. В июне 2018 года ФИА впервые объявила о создании новой категории прототипов, использующей дизайн «гиперкаров», что должно быть более коммерчески привлекательно для производителей, и имеющей ограниченный бюджет. В декабре 2018 года опубликован свод требований к новому классу, который включал обязательный выпуск не менее 25 экземпляров соответствующих дорожных автомобилей.
Предполагается, что участие в новом классе (в полном сезоне с двумя машинами) должно стоить на 80 % дешевле по сравнению с участием в LMP1 с гибридным двигателем.

## Технические требования
| Максимальная длина              | 5000 мм      |
| Максимальная ширина             | 2000 мм      |
| Максимальная колёсная база      | 3150 мм      |
| Минимальная фронтальная площадь | 1,6 м²       |
| Минимальная масса               | 1030 кг      |
| Минимальная масса двигателя     | 165 кг       |
| Рабочий объём                   | Не ограничен |
| Максимальная выходная мощность  | 500 кВт      |
| Максимальный диаметр колеса     | 710 мм (28") |
| Максимальная ширина колеса      | 380 мм (15") |

Дизайн двигателя не ограничен в разработке. Используются четырёхтактные бензиновые двигатели. Возможно, но не обязательно, использование гибридной системы рекуперации энергии MGU-K с мощностью не выше 200 кВт. Машины комплектуются шинами единого поставщика — Michelin. Для поддержания участвующих автомобилей на сопоставимом уровне используется баланс производительности.

## Автомобили и производители
| Производитель    | Модель           | Фото | Дебют | Источник |
| ---------------- | ---------------- | ---- | ----- | -------- |
| Toyota           | GR010 Hybrid     |      | 2021  |          |
| Glickenhaus      | SCG 007 LMH      |      | 2021  |          |
| Peugeot          | 9X8              |      | 2022  |          |
| Ferrari          | 499P             |      | 2023  | [ 5 ]    |
| Vanwall          | Vandervell 680   |      | 2023  | [ 5 ]    |
| Isotta Fraschini | Tipo 6 LMH-C     |      | 2024  | [ 6 ]    |
| Aston Martin     | Valkyrie AMR-LMH |      | 2025  | [ 7 ]    |

Кроме того, в классе гиперкаров в рамках чемпионата мира по автогонкам на выносливость с 2023 года представлены автомобили регламента LMDh: Porsche 963, Cadillac V-Series.R, BMW M Hybrid V8 (с 2024 года), Alpine A424 (с 2024 года), Lamborghini SC63 (с 2024 года).
Бывшие участники:
- Alpine A480 (де-факто автомобиль класса LMP1 команды Rebellion, которому было разрешено участвовать в сезонах 2021—2022 годов вместе с гиперкарами)
- Glickenhaus 007 LMH[англ.] (2021—2023)